# Pieter Slegers
Pieter Slegers (Turnhout) is een Belgische belegger, geldexpert en auteur. Hij is de oprichter van de nieuwsbrief Compounding Quality, die focust op beleggen. Daarnaast schrijf hij ook voor De Kwaliteitsbelegger.

## Opleiding en loopbaan
Slegers studeerde Financieel Management aan de KU Leuven. Daarna werkte hij drie jaar voor de vermogensbeheerder Econopolis. In juli 2022 nam hij ontslag en richtte hij de beleggingsnieuwsbrief Compounding Quality op. In november 2023 volgde De Kwaliteitsbelegger. 

## Media en publicaties
Slegers is geldexpert bij de Belgische krant Het Laatste Nieuws en was te gast op CNBC, CCTV (China), VTM en Canvas.  In 2024 schreef hij samen met Luc Kroeze de boeken The Art of Quality Investing en De Kunst van het Kwaliteitsbeleggen.